# Atentat u Sarajevu (1975.)
Atentat u Sarajevu, hrvatski dugometražni film iz 1975. godine.
Film je osvojio Srebrnu arenu za režiju na 23. Festivalu jugoslavenskog igranog filma u Puli održanom 1976. godine.